# Chromidotilapia bosumtwensis
Chromidotilapia bosumtwensis és una espècie de peix de la família dels cíclids i de l'ordre dels perciformes.